# Герб Хагынского наслега
Герб муниципального образования сельское поселение «Хагынский наслег»  Вилюйского улуса Республики Саха (Якутия) Российской Федерации.
Герб утверждён Решением Хагынского наслежного Совета депутатов № 2-35 от 2 июня 2009 года.
Герб внесён в Государственный геральдический регистр Российской Федерации под регистрационным номером 6597.

## Описание герба
«В лазоревом поле на зелёной земле золотой берестяной туес, сопровождаемый во главе серебряным алмазом».